# San Saturnino (titolo cardinalizio)
San Saturnino (in latino Titulus Sancti Saturnini) è un titolo cardinalizio istituito da papa Giovanni Paolo II il 21 ottobre 2003. Il titolo insiste sulla chiesa di San Saturnino.
Dal 24 novembre 2012 il titolare è il cardinale John Olorunfemi Onaiyekan, arcivescovo emerito di Abuja.

## Titolari
- Rodolfo Quezada Toruño (21 ottobre 2003 - 4 giugno 2012 deceduto)
- John Olorunfemi Onaiyekan, dal 24 novembre 2012